# Alex Twist
Alex Twist (Norman, 13 de octubre de 1985) es un deportista estadounidense que compitió en remo.
Ganó una medalla de bronce en el Campeonato Mundial de Remo de 2015, en la prueba de ocho con timonel ligero. Además, obtuvo una medalla de bronce en el Campeonato Mundial de Remo en Sala de 2019.

## Palmarés internacional
| Campeonato Mundial | Campeonato Mundial     | Campeonato Mundial | Campeonato Mundial      |
| Año                | Lugar                  | Medalla            | Prueba                  |
| ------------------ | ---------------------- | ------------------ | ----------------------- |
| 2015               | Aiguebelette (Francia) | Medalla de bronce  | Ocho con timonel ligero |

| Campeonato Mundial | Campeonato Mundial          | Campeonato Mundial | Campeonato Mundial |
| Año                | Lugar                       | Medalla            | Prueba             |
| ------------------ | --------------------------- | ------------------ | ------------------ |
| 2019               | Long Beach (Estados Unidos) | Medalla de bronce  | Ligero 2000 m      |